# Autovía A-66
Die Autovía A-66 Ruta de la Plata verbindet die Küstenstadt Gijón in der Autonomen Region Asturien mit Sevilla, der Hauptstadt der Autonomen Region Andalusien. Über weite Strecken folgt sie dem Verlauf der Via de la Plata, einer bereits von den Römern befestigten Straßenverbindung zwischen Hispalis (heute Sevilla) und Asturica Augusta (heute Astorga). Die mit etwa 1050 Metern ü. d. M. höchste Stelle der Autobahn befindet sich in den Bergen nordöstlich von Béjar.

## Streckenverlauf

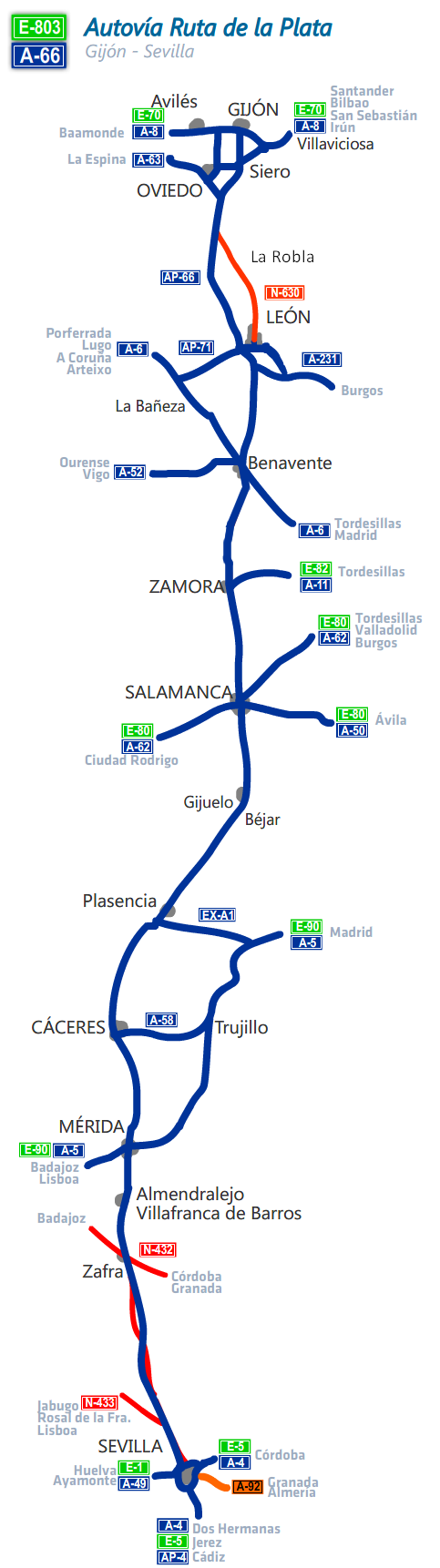
Schematische Streckenführung der A-66 (mit Abzweigungen)

### Größere Städte an der Autobahn
- Gijón
- León
- Benavente
- Zamora
- Salamanca
- Béjar
- Plasencia
- Cáceres
- Mérida
- Zafra
- Sevilla

### Gijón-Campomanes
| Position | km      | Abschnitt | Anschluss an           |
| -------- | ------- | --- | ---------------------- |
| 1        |         | Autopista "Acceso Sur de Gijón" - GJ-81 - Gijón-Puerto de Gijón - Plaza del Humedal (km 0)                               | GJ-81 GJ-10            |
| 2        | 4       | Südliche Ringstraße von Gijón - A-8 Gijón (Ringstraße, Industriegebiet, Messegelände FIDMA) - Santander - AS-I und AS-II | AP-8 E-70 AS-I AS-II   |
| 3        | 12      | Avilés-La Coruña-Flughafen Asturias                                                                                      | AP-8 E-70              |
| 4        | 19      | Vía de servicio |                        |
| 5        | 22      | Lugones Posada de Llanera Langreo                                                                                        | AS-266 AS-17 AS-117    |
| 6        | 24      | Pola de Siero Parque Principado Santander                                                                                | A-64                   |
| 7        | 25S     | Oviedo | A-66a                  |
| 8        |         | Viaducto del Espíritu Santo                                                                                              |                        |
| 9        | 26N     | Pola de Siero Parque Principado Santander                                                                                | A-64                   |
| 10       | 27N     | Oviedo-Colloto | N-634                  |
| 11       | 29      | Oviedo (südliche Umfahrung)                                                                                              | O-11                   |
| 12       |         | Ángel Uriel (Tunnel) Länge: 300 m                                                                                        |                        |
| 13       |         | Viaducto de la Bolgachina                                                                                                |                        |
| 14       | 31      | Oviedo (Plaza de Castilla)                                                                                               | N-630                  |
| 15       |         | Viaducto del Cueto |                        |
| 16       | 32      | Grado La Espina | A-63                   |
| 17       | 35S     | La Manjoya Bueño El Caleyo                                                                                               | N-630                  |
| 18       | 36N     | Soto de Ribera-Morcín | N-630                  |
| 19       |         | Soto del Rey (Viadukt) Höhe: 300 m                                                                                       |                        |
| 20       |         | Río Nalón (Viadukt) |                        |
| 21       | 40      | Olloniego Manzaneda Anieves                                                                                              | AS 242 AS 116a AS-244a |
| 21       |         | Padrún (Tunnel) Länge: 1782 m                                                                                            |                        |
| 22       | 44S     | Padrún-Cardeo-Ablaña | N-630                  |
| 23       | 46S-47N | Gijón-Langreo-Mieres | As-1 AS-211            |
| 24       | 48      | Mieres (Stadt)-Langreo Cardeo-Ablaña El Padrún                                                                           | AS-111 N-630 AS-242    |
| 25       | 50      | Mieres (Süd) Figaredo Industriegebiet Einkaufszentrum Krankenhaus                                                        | As-242                 |
| 26       | 54      | Ujo Moreda Santa Cruz Turón                                                                                              | MI-3 AS-112 AS-242     |
| 27       |         | Viaducto del Río Aller                                                                                                   |                        |
| 28       | 57      | Vía de Servicio |                        |
| 29       | 59      | Pola de Lena Riosa | AS-242 AS-230 AS-231   |
| 30       |         | Río Lena (Viaduk) |                        |
| 31       | 61N     | Pola de Lena | AS-242                 |
| 32       |         | Río Lena (Viaduk) |                        |
| 33       | 64N     | Campomanes-Vega de Rey                                                                                                   | AS-242                 |
| 34       | 64S     | Campomanes León Puerto de Pajares Estación Invernal Valgrande-Pajares Benavente Madrid                                   | N-630 AP-66            |
| 35       |         | weiter als AP-66 | AP-66                  |

### León-Benavente
| Position | km  | Abschnitt                                                            | Anschluss an      |
| -------- | --- | -------------------------------------------------------------------- | ----------------- |
| 1        |     | Virgen del Camino weiter in Richtung Gijón                           | AP-66             |
| 2        | 143 | León-Astorga Flughafen León Virgen del Camino Astorga-La Coruña León | N-120 AP-71 LE-30 |
| 3        | 149 | Santa María del Páramo-La Bañeza                                     | CL-622            |
| 4        |     | Oncina                                                               |                   |
| 5        | 152 | León-Oviedo-Gijón Puerto de Pajares Burgos                           | N-630 A-231       |
| 6        |     | Valle (Viadukt)                                                      |                   |
| 7        |     | Reguero (Viadukt)                                                    |                   |
| 8        | 160 | Valdevimbre-Ardón                                                    | N-630             |
| 9        |     | Prado (Viadukt)                                                      |                   |
| 10       |     | Ruhezone                                                             |                   |
| 11       |     | Fontecha (Viadukt)                                                   |                   |
| 12       |     | Priores (Viadukt)                                                    |                   |
| 13       | 172 | Villamañán Valencia de Don Juan Santa María del Páramo               | CL-621            |
| 14       |     | Arroyo de Cañalizo (Viadukt)                                         |                   |
| 15       | 182 | Toral de los Guzmanes                                                | N-631             |
| 16       | 194 | Villaquejida-La Antigua-Valderas                                     | LE-412            |
| 17       |     | Ruhezone                                                             |                   |
| 18       |     | Arroyo del Reguero                                                   |                   |
| 19       |     | Provinz León/Provinz Zamora                                          |                   |
| 20       | 202 | Arroyo del Reguero                                                   | A-6 A-55          |
| 21       |     | Benavente-Madrid-Zamora Puebla de Sanabria Orense-Vigo               | weiter als A-6    |

### Benavente-Salamanca
| Ausfahrt | km                     | Abschnitt                                                                                               | Anschluss an               |
| -------- | ---------------------- | --- | -------------------------- |
| 1        |                        | A-6 |                            |
| 2        | 218                    | Tordesillas-Madrid-Benavente-La Coruña Puebla de SanabriaOrense-Vigo León-Oviedo-Castrogonzalo-Palencia | A-6 A-52 A-66 N-610        |
| 3        | 228                    | Santovenia-Villaveza del Agua                                                                           | N-630                      |
| 4        | 232                    | Santovenia del Esla Bretó Kinderspielplatz                                                              | N-630 ZA-100               |
| 5        | 238                    | Granja de Moreruela Faramontanos de Tábara                                                              | N-630 ZA-123               |
| 6        | 241                    | Área de Servicio de Granja de Moreruela                                                                 |                            |
| 7        | 245                    | Riego del Camino Manganeses de la Lampreana                                                             | ZA-714                     |
| 8        | 250                    | Fontanillas de Castro                                                                                   | N-630                      |
| 9        | 255                    | Puebla de Sanabria-Ourense San Cebrián de Castro                                                        | N-631 N-630                |
| 10       | 261                    | Montamarta                                                                                              | N-630                      |
| 11       | 264                    | Kinderspielplatz                                                                                        |                            |
| 12       | 268                    | Roales del Pan-Valcabado                                                                                | N-630                      |
| 13       | 271                    | Zamora (nord) Alcañices Bragança                                                                        | A-11 E 82                  |
| 14       | 275                    | Zamora Monfarracinos Villalpando                                                                        | CL-612                     |
| 15       | 276                    | Zamora Tordesillas-Valladolid-Madrid Coreses Fresno de la Ribera                                        | ZA-12 A-11 E 82 N-122      |
| 16       |                        | Río Valderaduey (Viaduk)                                                                                |                            |
| 17       |                        | Río Duero (Viaduk)                                                                                      |                            |
| 18       | 280                    | Zamora (Stadt) Fuentesaúco Moraleja del Vino                                                            | CL-605 ZA-610              |
| 19       | 285N                   | Zamora (süd) Moraleja del Vino                                                                          | ZA-13 N-630                |
| 20       | 289                    | Moraleja del Vino-Peleas de Abajo Cazurra El Perdigón                                                   | N-630                      |
| 21       | 294                    | Corrales del Vino                                                                                       | N-630                      |
| 22       | 300S                   | Kinderspielplatz                                                                                        |                            |
| 23       | 306                    | El Cubo del Vino Villamor de los Escuderos Fuentesaúco                                                  | N-630 ZA-602               |
| 24       |                        | Provinz Salamanca/Provinz Zamora                                                                        |                            |
| 25       | 310N                   | Kinderspielplatz                                                                                        |                            |
| 26       |                        | Ribera de Izcala (Viaduk)                                                                               |                            |
| 27       |                        | Ribera de Huelmos (Viaduk)                                                                              |                            |
| 28       | 322                    | Centro penitenciario "Topas" La Vellés                                                                  | N-630 SR-601               |
| 29       | 326                    | Calzada de Valdunciel-Valdunciel                                                                        | N-630                      |
| 30       |                        | Arroyo de la Encina (Viaduk)                                                                            |                            |
| 31       | 332N                   | Castellanos de Villiquera                                                                               | N-630                      |
| 32       | 332S                   | Aldeaseca de Armuña                                                                                     | N-630                      |
| 33       | 336 (Richtung Sevilla) | Salamanca Tordesillas - Valladolid-Portugal-Cáceres                                                     | SA-11 A-62 E 80 A-66 E 803 |
| 34       |                        | A-62 | A-62                       |

### Salamanca - Provincia de Cáceres
| Position | km | Abschnitt | Anschluss an                   |
| -------- | --- | --- | ------------------------------ |
| 1        | 340 (Richtung Zamora-Gijón Kreisverkehr, Höchstgeschwindigkeit 40) (Richtung: Cáceres-Sevilla: Gabelung) | Salamanca-Valladolid-Portugal-Ciudad Rodrigo Zamora Recinto ferial-Centro logístico CyLoG Doñinos de Salamanca Vitigudino Portugal | A-62 E 80 A-66 N-620           |
| 2        | 343S | Salamanca (Süd) Ávila Madrid Flughafen Madrid-Barajas                                                                              | N-630 SA-20 A-50 CL-512 CL-517 |
| 3        | 346N | Salamanca (Süd) Ávila Madrid Flughafen Madrid-Barajas                                                                              | N-630 SA-20 A-50 CL-512        |
| 4        | 348 | Arapiles Miranda de Azán | N-630                          |
| 5        | 352 | Mozárbez | N-630                          |
| 6        | | Alto de Cuatro Calzadas (990 m) |                                |
| 7        | 360 | Martinamor | N-630                          |
| 8        | 363 | Beleña-Buenavista | N-630                          |
| 9        | 371 | Fresno Alhándiga-Pedrosillo de los Aires-Sieteiglesias de Tormes-Alba de Tormes                                                    | N-630                          |
| 10       | 375 | La Maya-Galinduste-Embalse de Santa Teresa                                                                                         | N-630                          |
| 11       | 380 | Montejo | N-630                          |
| 12       | 387 | Guijuelo (nord) Cespedosa de Agadones Aldeavieja de Tormes                                                                         | N-630 DSA-136 SA-104           |
| 13       | 393 | Guijuelo (süd)-Guijo de Ávila Vía de Servicio                                                                                      | N-630 DSA-164                  |
| 14       | 396 | Fuentes de Béjar-La Cabeza de Béjar                                                                                                | N-630 DSA-170                  |
| 15       | 398S | Nava de Béjar-Ledrada | N-630 DSA-252                  |
| 16       | 400N | Nava de Béjar-Ledrada | N-630 DSA-252                  |
| 17       | 402 | Sorihuela-Santibáñez de Béjar | N-630 SA-102                   |
| 18       | 404 | Sorihuela-Fresnedoso-Piedrahíta | N-630 SA-102                   |
| 19       | | Puerto de Vallejera (Höhe: 1186 m)                                                                                                 |                                |
| 20       | 408 | Vallejera de Riofrío El Barco de Ávila La Covatilla Béjar (ost) Candelario                                                         | N-630                          |
| 21       | 410 | Béjar (ost) Valdesangil La Covatilla                                                                                               | N-630                          |
| 22       | 414 | Béjar (Süd)-Cantagallo | SA-220                         |
| 23       | | Viaductos de Puerto de Béjar (Länge: 354 m)- Altura Máxima (36,31 m)                                                               |                                |
| 24       | 417 | Béjar (west)- Ciudad Rodrigo | N-630                          |
| 25       | | Viaductos del Río Cuerpo de Hombre (oder Viadukt von Béjar, Länge: 580 m, durchschnittliche Höhe: 73,41 m)                         |                                |
| 26       | 424 | Puerto de Béjar Peñacaballera | N-630                          |
| 27       | | Puerto de Béjar (Höhe: 924 m) |                                |
| 28       | | Provinz Cáceres Extremadura/Provinz Salamanca/Kastilien und León                                                                   |                                |

### Provincia de Cáceres - Mérida

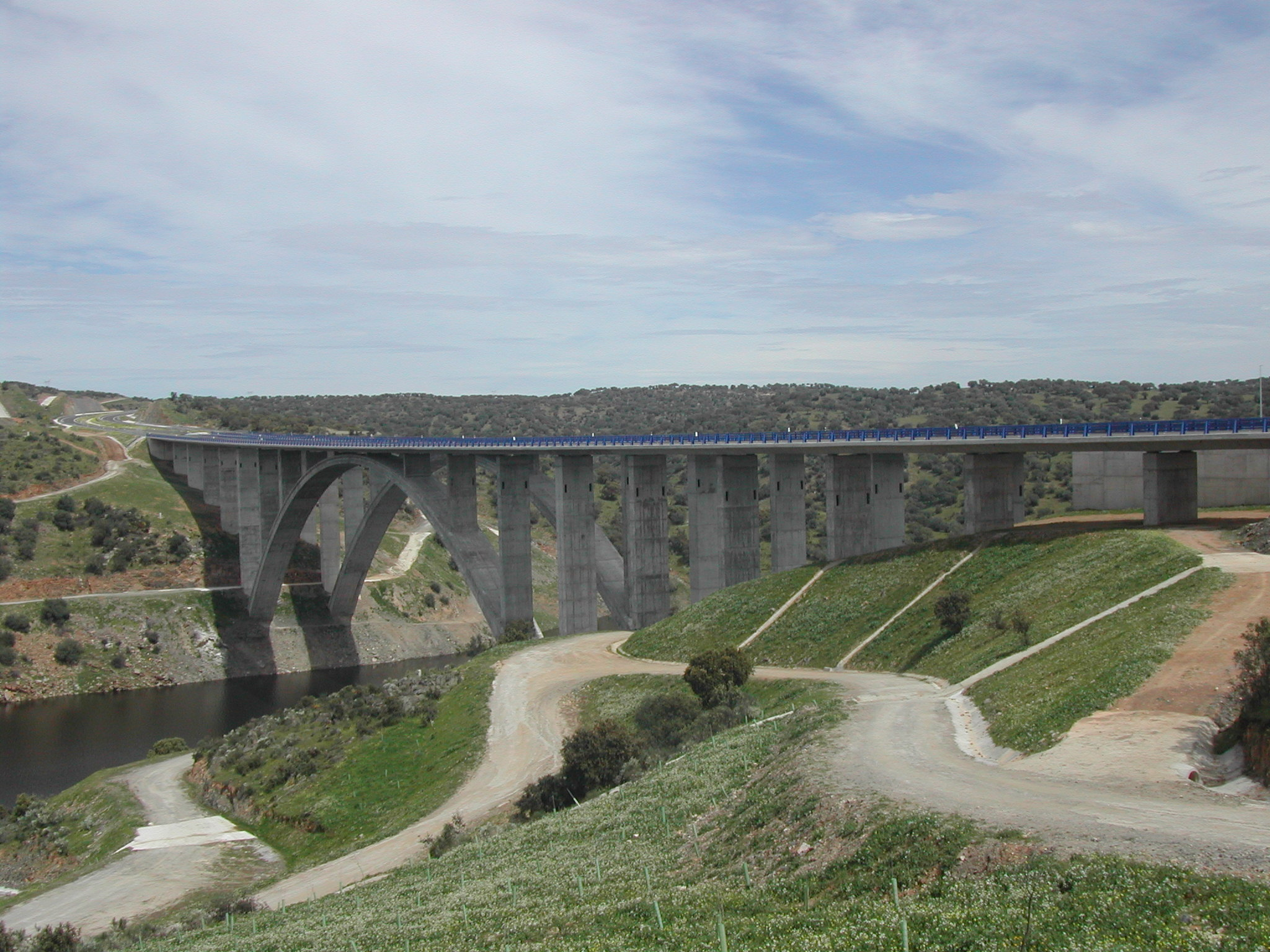
Brücke der A-66 über den Río Almonte

| Position | km                        | Abschnitt | | Anschluss an                           |
| -------- | ------------------------- | --- | --- | -------------------------------------- |
| 1        | 427                       | Baños de Montemayor | Baños de Montemayor | N-630                                  |
| 2        | 436                       | Aldeanueva del Camino Baños de Montemayor Hervás                                                                        | Aldeanueva del Camino Baños de Montemayor Hervás                                                                        | EX-205 N-630                           |
| 3        | 442                       | La Granja Villanueva de la Sierra                                                                                       | | EX-205 N-630                           |
| 4        | 446                       | Casas del Monte Zarza de Granadilla                                                                                     | Casas del Monte Zarza de Granadilla                                                                                     | CC-15.2 N-630                          |
| 5        | 449                       | Jarilla Vía de servicio                                                                                                 | Jarilla Vía de servicio                                                                                                 | CC-90 N-630                            |
| 6        | 455                       | Villar de Plasencia Guijo de Granadilla                                                                                 | Villar de Plasencia Guijo de Granadilla                                                                                 | CC-94 CC-13.3 N-630                    |
| 7        | 463                       | Oliva de Plasencia | Oliva de Plasencia | CC-12.1 N-630                          |
| 8        | 471                       | Plasencia Carcaboso Pozuelo de Zarzón                                                                                   | Plasencia Carcaboso Pozuelo de Zarzón                                                                                   | EX-370                                 |
| 9        | 479                       | Plasencia Navalmoral de la Mata Portugal südliche Umfahrung Plasencia                                                   | Plasencia Navalmoral de la Mata Portugal südliche Umfahrung Plasencia                                                   | N-630 EX-A1 EX-108 EX-203 EX-304 N-110 |
| 10       | 485N                      | Vía de servicio | | N-630                                  |
| 11       | 488S-489N                 | Riolobos Mirabel | Riolobos Mirabel | N-630 CC-293 CC-294                    |
| 12       | 494S-495N                 | Vía de servicio (Área de servicio "Venta el caldero")                                                                   | Vía de servicio (Área de servicio "Venta el caldero")                                                                   | N-630                                  |
| 13       | 498S                      | Grimaldo | Grimaldo | N-630                                  |
| 14       |                           | Puerto de los Castaños (Höhe: 471 m)                                                                                    | Puerto de los Castaños (Höhe: 471 m)                                                                                    |                                        |
| 15       | 503S-505N                 | Grimaldo Casas de Millán Torrejoncillo Coria                                                                            | Grimaldo Casas de Millán Torrejoncillo Coria                                                                            | N-630 CC-30 EX-109                     |
| 16       |                           | Tunnel (nombre desconocido) (Länge: 33 m)                                                                               | |                                        |
| 17       | 508                       | Cañaveral | Cañaveral | N-630                                  |
| 18       | 514                       | Vía de servicio in Planung Ein- und Ausfahrt Cerrado (Zukunft: Área de servicio de Cañaveral) Baugenehmigung ausstehend | Vía de servicio in Planung Ein- und Ausfahrt Cerrado (Zukunft: Área de servicio de Cañaveral) Baugenehmigung ausstehend |                                        |
| 19       | 523                       | Hinojal | Hinojal | N-630 EX-373                           |
| 20       | 528                       | Santiago del Campo | Santiago del Campo |                                        |
| 21       | 539                       | Casar de Cáceres | Casar de Cáceres | CC-122                                 |
| 22       | 542                       | Casar de Cáceres Trujillo nördliche Umfahrung Cáceres                                                                   | Casar de Cáceres Trujillo nördliche Umfahrung Cáceres                                                                   | CC-38 A-58 CC-23 N-521                 |
| 23       | 545                       | Cáceres (nord) (Industriegebiet Las Capellanías) Industriegebiet von Cáceres                                            | Cáceres (nord) (Industriegebiet Las Capellanías) Industriegebiet von Cáceres                                            | CC-11 N-630                            |
| 24       | 547                       | Vía de servicio Ein- und Ausfahrt Cerrada (in Planung: Área de servicio de Cáceres)                                     | Vía de servicio Ein- und Ausfahrt Cerrada (in Planung: Área de servicio de Cáceres)                                     |                                        |
| 25       | 551                       | Cáceres (Stadt)-Portugal-Malpartida de Cáceres-Industriegebiet                                                          | Cáceres (Stadt)-Portugal-Malpartida de Cáceres-Industriegebiet                                                          | CC-21 N-521                            |
| 26       | 555                       | Cáceres (südwest) Badajoz Aldea Moret (Industriegebiet)                                                                 | Cáceres (südwest) Badajoz Aldea Moret (Industriegebiet)                                                                 | CC-11 EX-100                           |
| 27       | 564                       | Cáceres (süd) Valdesalor Recinto ferial C. T. Cáceres (Centro militar)                                                  | Cáceres (süd) Valdesalor Recinto ferial C. T. Cáceres (Centro militar)                                                  | N-630                                  |
| 28       | 576                       | Aldea del Cano | Aldea del Cano | N-630                                  |
| 29       | 582                       | Casas de Don Antonio Rincón de Ballesteros                                                                              | Casas de Don Antonio Rincón de Ballesteros                                                                              | N-630                                  |
| 30       | 590                       | Alcuéscar Montánchez Carmonita Cruce de las Herrerías                                                                   | Alcuéscar Montánchez Carmonita Cruce de las Herrerías                                                                   | EX-382 N-630                           |
| 31       | 592N                      | Carmonita | Carmonita | CC-78 N-630                            |
| 32       |                           | Provinz Cáceres | Provinz Badajoz |                                        |
| 33       | 606                       | Aljucén La Nava de Santiago El Carrascalejo                                                                             | Aljucén La Nava de Santiago El Carrascalejo                                                                             | N-630 EX-214                           |
| 34       | 613                       | Mirandilla Proserpina-Talsperre                                                                                         | Mirandilla Proserpina-Talsperre                                                                                         | BA-091 N-630                           |
| 35       | Gabelung/Ausfahrt 617     | Mérida Madrid | | ME-11 A-5 E-90                         |
| 36       | Gabelung A-5/Ausfahrt 338 | | Mérida Av de Cáceres Cáceres                                                                                            | A-66 E-803                             |
| 37       |                           | weiter als A-5 E-90 | Beginn der A-66 |                                        |